# Ámfisa
Ámfisa o Anfisa (en griego antiguo Ἄμφισσα, Ánfisa; en griego moderno Άμφισσα, Ánfisa) es una ciudad de Grecia, capital de la unidad periférica de Fócida. Fue conocida como Salona (Σάλωνα, Sálona) desde la Edad Media hasta 1833.

## Historia
Anfisa fue una ciudad de la Lócrida, capital de la Lócrida Ozolia. Estaba en un rico y hermoso valle al norte de Itea, en la frontera con la Fócide.
Según la tradición, su apelativo proviene del nombre de una ninfa, hija de Macareo y nieta de Eolo, quien fue amante de Apolo. Pausanias menciona dos tumbas que la tradición decía que pertenecían a la ninfa Anfisa y a Andremón. El geógrafo ubica en Anfisa un templo de Atenea con una imagen de bronce de pie de la que decían que era parte del botín de Troya y que la había traído Toante, hijo de Andremón. También en Anfisa se celebraba una iniciación de los niños llamados Anactes.
Durante la invasión de Jerjes a Grecia en el año 480 a. C., en la segunda Guerra Médica, muchos de los ciudadanos locrios y focidios se refugiaron en Anfisa. Más tarde la Anfictionía le declarará la guerra por cultivar la llanura sagrada de Crisa y por molestar a los peregrinos que iban a consultar al oráculo de Delfos. La guerra fue encargada a Filipo II de Macedonia que ocupó y arrasó la ciudad en 338 a. C., pero pronto fue reconstruida.
En el año 279 a. C. alistó a 400 niños como soldados (hoplitas) para servir en la guerra contra los invasores galos.
En 190 a. C. fue asediada por los romanos, que no pudieron ocuparla, y hacia el año 30 a. C. se refugiaron muchos ciudanos etolios que se oponían a ser trasladados a la nueva ciudad de Nicópolis, fundada por Augusto para conmemorar su victoria en Accio frente a Marco Antonio y Cleopatra. Fue una ciudad próspera bajo el Imperio romano. 
Posteriormente, durante el Imperio bizantino, fue rebautizada como Salona. Los únicos restos antiguos que quedan corresponden a las de su vieja acrópolis, parte de los muros, puertas y cisternas. En 1833 recuperó su nombre antiguo.

## Arqueología

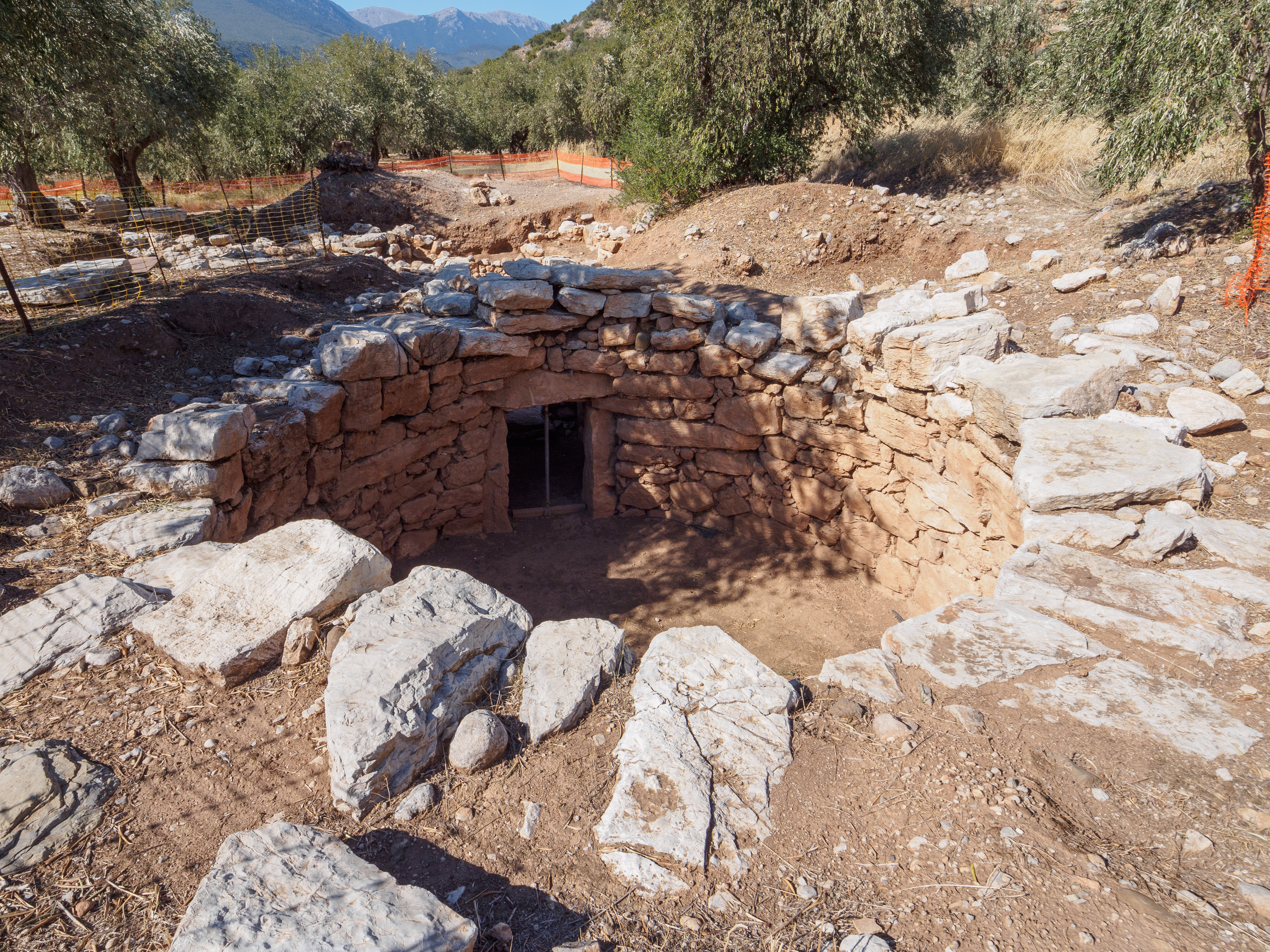
La tumba abovedada hallada en Anfisa

En las inmediaciones de Anfisa fue descubierta en 2014 una tumba abovedada del periodo micénico que estuvo en uso entre los siglos XIV y XII a. C. y que no había sido saqueada en la Antigüedad. Entre el ajuar funerario han aparecido un gran número de piezas de cerámica, vasijas de metal, sellos, joyas y figurillas femeninas y de animales.